# Історія видобутку корисних копалин на Кавказі
Історія видобутку корисних копалин на Кавказі

## Епоха міді і бронзи
З кінця V тис. до н. е. починають формуватися потужні гірничі осередки на Кавказі, причому на їх становлення імовірно вплинули технологічні імпульси, що йшли як збоку балкано-карпатської металургії (через північне Причорномор'я, за посередництвом трипільської та майкопської культур), так і з боку південних сусідів — народів Східної Анатолії, де найдавніша металургія була усталена традицією й первісними знаннями. Цікавим феноменом незвикло багатої металом археологічної культури є майкопська (IV тис. до н. е.), ареалом життєдіяльності якої була Кубань і Північний Кавказ. Розкопки залишених цією скотарською культурою величезних могил дали численні колекції металевих виробів: бронзову зброю і посуд, золоті прикраси, срібні посудини. Припускають, що метал надходив з Південного Кавказу, хоча не виключені розробки руд у ареалі розселення майкопської культури, де є відповідні мідні рудопрояви.
Таким чином, завдяки стійким господарчим, торговельним і культурним (технологічним) зв'язкам навколо Чорного моря, у IV тис. до н. е. сформувалася Циркумпонтійська металургійна провінція, яка протягом тривалого часу залишалася найпотужнішою на території усієї Євразії. Домінантою цієї провінції були рудники Кавказу, що пов'язано не тільки з багатими мідними родовищами, але й з новими технологічними успіхами кавказьких гірників — виробництвом арсенових бронз та освоєнням витоплення міді з первинних сірчистих руд.
Приблизно на початку II тис. до Р. Х., коли зв'язки між гірничо-металургійними й металообробними центрами навколо Чорного моря перестали бути системними (метал Балкан і Карпат було переорієнтовано на захід і північ, а Кавказу — на південь і схід), утворилася окрема Кавказька металургійна провінція (площею близько 500 тис. км2). Будучи в 7 разів меншою за Європейську металургійну провінцію та в 16 разів — за Євразійську, вона значно (за деякими оцінками — на порядок) перевищувала їх за чисельністю мідних виробів. На жаль більшість чисельних пам'яток гірничої діяльності давніх народів Кавказу, що пов'язані з видобутком руд міді та легувальних металів (арсену, стибію тощо), були назавжди втрачені в процесі розробок копалин у нові часи та в індустріальну епоху. Лише археологічні розкопки давніх поховань, які виявили надзвичайно багаті та якісні набори бронзових знарядь і зброї, а також ритуальних зливків і навіть металобрухту, дають уяву про масштаби промислової діяльності на теренах Кавказької металургійної провінції.
Вважають, що центром гірничого промислу кінця V—IV тис. до н. е. був Малий Кавказ з родовищами Кафанського рудного поля, а також Айкадзор, Сасимадан, Каджаран (Куро-Аракська культура). Розроблялися легкоплавкі окиснені мідні мінерали, але їх рудопрояви в молодих горах альпійського віку, до яких належить Кавказ, були суттєво обмежені (домінували первинні сірчисті агрегати). Найбільш давні гірничі виробки (здебільшого штольні) майже не збереглися.
Кінцем V тис. до н. е. датують найбільш ранні кавказькі вироби з арсенових бронз. Основні мінерали арсену були досить рано помічені гірниками завдяки яскраво-червоному (реальгар) чи золотистому (аурипігмент) кольорам. Вони доволі широко застосовувалися в ритуальних діях. Припускають, що ці мінерали могли додавати в шихту мідного плавлення з магічними закликами про допомогу духів вогню. Часто заклик «виявлявся почутим»: мідь, отримана таким чином, перевершувала за якістю звичайну. З часом було встановлено зв'язок між часткою лігатури (мінералів арсену) та властивостями мідного сплаву. Так 8 % вмісту арсену (максимальний відсоток за спільної плавки руд) забезпечував бронзі достатню ковкість, а міцність сплаву, за даними сучасних випробувань, сягала середнього рівня сталі. При цьому мідь діставала підвищену стійкість до окиснення, а сплав — поліпшені ливарні якості, зокрема зниження температури плавлення. Недоліком таких бронз були отруйні властивості арсену, які становили загрозу металургам, а в окремих випадках — користувачам виробів (що надавало перевагу більш пізнім олов'яним бронзам).
Не зважаючи на значний географічний обшир пошуків олова експедиціями гірників з Кавказу, віднайти його не вдалося. Для заміни олова в мідних сплавах велись випробування інших руд, які могли б забезпечити бронзі високу міцність. Вдалий склад лігатури був створений із суміші арсенових і стибієвих мінералів. Це підтверджують не тільки численні археологічні знахідки, але й античні хроніки. Так, у Псевдо-Аристотеля в книзі «Про дивовижні випадки» зазначено: «Оповідають, що мосиникська мідь відрізняється надзвичайним блиском та білизною; до неї підмішували не олово, але особливий тип тамтешньої землі, яку плавили разом із міддю, тому давні вироби з тих місцевостей пречудові».